# 名古屋学芸大学
名古屋学芸大学（なごやがくげいだいがく、英語: Nagoya University of Arts and Sciences、公用語表記: 名古屋学芸大学）は、愛知県日進市岩崎町竹の山57に本部を置く日本の私立大学。2002年創立、2002年大学設置。大学の略称は英称の頭文字からNUAS。

## 概観

### 大学全体
2002年（平成14年）に開学した。
同一キャンパスに姉妹校である名古屋外国語大学も並立する。
2018年（平成30年）に開設された看護学部は、名古屋医療センター敷地内に設置されている（名城前医療キャンパス）。

## 沿革

### 年表
- 2002年 - 名古屋学芸大学開校。管理栄養学部管理栄養学科とメディア造形学部 映像メディア学科・デザイン学科・ファッション造形学科の2学部4学科を設置する。
- 2004年 - 愛知女子短期大学を名古屋学芸大学短期大学部に改称。
- 2005年 - 名古屋学芸大学にヒューマンケア学部・子どもケア学科開設。
- 2006年 - 名古屋学芸大学に大学院メディア造形研究科修士課程の設置。
- 2006年 - 名古屋学芸大学に大学院栄養科学研究科修士課程の設置。
- 2008年 - 名古屋学芸大学に大学院栄養科学研究科博士課程の設置。
- 2011年 - 名古屋学芸大学に大学院子どもケア研究科修士課程の設置。
- 2017年 - 名古屋学芸大学短期大学部（旧:愛知女子短期大学）が3月31日をもって短期大学部を閉校し、学芸大学に引き継ぎを決定した。
- 2018年 - 名古屋医療センター内に看護学部・看護学科開設

## 基礎データ

### 所在地
- 日進キャンパス（愛知県日進市）
- 名城前医療キャンパス（愛知県名古屋市中区）
- サテライト新栄キャンパス（愛知県名古屋市中区）

### 学生数
- 大学生 3,129人
- 大学院生 33人
- 合計数 3,162人

（注）2021年5月1日現在

## 教育および研究

### 組織

#### 学部
管理栄養学部
- 管理栄養学科

メディア造形学部
- 映像メディア学科（映画 / TV / 3DCG / アニメーション / サウンド / フォト / インスタレーション / パフォーマンス）
- デザイン学科（ビジュアルコミュニケーションデザイン / スペース・プロダクトデザイン / デザインプロデュース）
- ファッション造形学科（ファッション・デザイン / クリエイティブ / ビジネス）

ヒューマンケア学部
- 子どもケア学科（医療系・心理系・看護系・福祉系）

看護学部
- 看護学科

#### 大学院
栄養科学研究科
- 栄養科学専攻
  - 博士前期課程・博士後期課程

メディア造形研究科
- メディア造形専攻
  - 修士課程

子どもケア研究科
- 子どもケア専攻
  - 修士課程

## 学生生活

### 学園祭
学園祭は「合同祭」と呼ばれ、毎年10月に名古屋外国語大学・名古屋学芸大学短期大学部と合同で行われる。

## 大学関係者と組織

### 歴代学長
- 井形昭弘（医師・医学博士）平成14年（2002年）4月1日～平成28年（2016年）8月12日
- 杉浦康夫（医師・医学博士）平成28年（2016年）10月1日～

### おもな教員（現職）
- 池田彩子 - 大学院栄養科学研究科 / 管理栄養学部 准教授（博士（農学））
- 渡部眞 -大学院メディア造形研究科 / メディア造形学部・映像メディア学科 教授（撮影監督・映画監督）
- 仙頭武則 - メディア造形学部・映像メディア学科 教授（映画プロデューサー）
- 長崎俊一 - メディア造形学部・映像メディア学科 客員教授（映画監督）
- 佐近田展康 - 大学院メディア造形研究科 / メディア造形学部・映像メディア学科 教授（音楽家・メディアアーティスト）
- 周防義和- メディア造形学部・映像メディア学科 客員教授（音楽家）
- 小西良幸（通称・ドン小西） -  メディア造形学部・ファッション造形学科特別講師（デザイナー）
- 丸山敬太 -  メディア造形学部・ファッション造形学科特別講師（デザイナー）

### おもな教員（退職）
- 木村一男 - 大学院メディア造形研究科 / デザイン学科 教授 / 元研究科長・メディア造形学部長（デザイナー）
- 西宮正明 - 大学院メディア造形研究科 /映像メディア学科 教授 / 元映像メディア学科長（写真家・映像作家）

### おもな出身者
- 沓名健一 - メディア造形学部・映像メディア学科卒業（アニメーター）
- 平川祐樹-  大学院メディア造形研究科修了 / 映像メディア学科卒業（映像作家・美術家）
- 弓指寛治 - 大学院メディア造形研究科修了 / 映像メディア学科卒業（美術家）
- シノダ（ヒトリエ） - メディア造形学部・映像メディア学科卒業（ミュージシャン）
- 幸洋子 - メディア造形学部・映像メディア学科卒業（映像作家）
- 南條沙歩 - メディア造形学部・映像メディア学科卒業（映像作家）
- 松永孝之 - メディア造形学部・デザイン学科卒業（漫画家）
- 大瀧渓太 - ヒューマンケア学部・子どもケア学科卒業（アイドル、名古屋わかもの会議プロデュースのアイドルプロジェクト若ET KISSおよびPOP CLOVERのメンバー）

## 施設

### キャンパス
メインとなる日進キャンパスは名古屋外国語大学と一体となってキャンパスを形成する。
看護学部がある名城前医療キャンパスは名古屋医療センター内に位置しており、名古屋市営地下鉄名城線の旧市役所駅(名古屋城駅)や名鉄瀬戸線の東大手駅から徒歩でアクセス可能。
サテライト新栄キャンパスや看護学部名城前医療キャンパスが開設前は『ワンキャンパス（日進）で2つの大学（学芸大と外語大）』が売りだった。

### 学生食堂
- 南食堂
- アトリウム
- 7号館食堂
- ユーハイム

## 対外関係

### 地方自治体との協定
- 日進市と図書館の利用協定を結び、市民にも図書館を開放している。
- 三重県熊野市と同市産の木材利用協定を結んでおり、メディア造形学部の学生が熊野市立図書館のベンチなどのデザインを手掛けるなどの活動を行っている[1]。

### 系列校
- 名古屋外国語大学
  - 名古屋学芸大学短期大学部（旧・愛知女子短期大学）
- 菱野幼稚園（瀬戸市）
- 名古屋NSCカレッジ（名古屋市中区）
  - 名古屋ファッション専門学校
  - 名古屋総合デザイン専門学校
  - 名古屋栄養専門学校
  - 名古屋製菓専門学校
  - 専門学校NSCデザイン工科カレッジ

## 公式サイト
- 名古屋学芸大学